# Талоркан II
Талоркан II (гэльск. Talorgen mac Óengusa) — король пиктов в 780—782 или 783—785 годах.

## Биография
Историки Марджори Андерсон, Уильям Камминс и Джеймс Фрейзер считают, что Талоркан был сыном короля Энгуса I. 
«Анналы Ульстера» в статье за 782 год сообщают о смерти короля пиктов «Толарга Чёрного». В «Пиктской хронике» в этот период упоминается двое королей, которых можно идентифицировать с ним: Талоркан мак Унуист и Талоркан мак Друст.
Согласно «Пиктской хронике» Талоркан правил 2 года.
Уильям Камминс в своей работе «Эпоха пиктов» указывает, что между смертью короля Альпина II (778 или 780 годы) и до изгнания в 789 году Коналла мак Тадга правило 4 короля: Дрест мак Талоркан (1 год), Талоркан мак Дрест (4 или 5 лет), Талоркан мак Унуист (2,5 года) и Коналл мак Тадг (5 лет до 789 года). При этом общая продолжительность правления, указанная согласно пиктским хроникам, превышает диапазон дат, известных по ирландским хроникам. Историк считает, что Дрест правил 778 году, Талоркан мак Дрест, которого он отождествляет с Толаргом Чёрным, — в 779—782/783 годах, а Талоркан мак Унуист — в 783—785 годах.
Другую гипотезу выдвинул Джеймс Фрейзер. По его мнению, Пиктское королевство, после смерти в 780 году короля Альпина II разделилось на несколько частей, которыми управляли двое или королей: Талоркан мак Унуист, которого он отождествляет с Толаргом Чёрным, и его двоюродный брат Дрест мак Талоркан, которого он считает сыном погибшего в 750 году Талоркана мак Фергуса, брата Энгуса I. Кроме того, историк полагает, что мог быть и третий король, занимавший, возможно, подчинённое положение — Фергюс, брат короля Аэда Финда. Фрейзер отмечает, что нет никаких причин полагать, чтобы двоюродные братья были откровенно враждебны друг другу, а совместное правление для пиктов было в порядке вещей: ранее подобный раздел королевства происходил в 724 году. Правление Талоркана историк относит к 780—782 годам, Дреста — к 780—782 годам, а Талоркана мак Дреста — 781—785 годам.